# Lucinda Williams
Lucinda Williams (Lake Charles, 26 gennaio 1953) è una cantautrice statunitense. 
Ha vinto un Grammy Award per la miglior canzone country col brano Passionate Kisses ed un altro Grammy per l'album Car Wheels on a Gravel Road, come miglior album folk. Nel suo stile musicale convergono influenze blues, folk, southern rock e country, la caratteristica voce roca ed espressiva si adatta sia a composizioni più marcatamente rock quanto a brani della tradizione popolare statunitense.

## Biografia
Figlia di un professore di letteratura, Miller Williams, poeta e pianista amatoriale e di una musicista, quando a metà degli anni sessanta i suoi genitori divorziarono, fu affidata alla madre. Il padre si trasferì per lavoro in Messico e in vari stati del sud degli Stati Uniti, in particolare Louisiana, Mississippi, Utah e Georgia prima di essere assunto alla'Università dell'Arkansas.
Lucinda iniziò a scrivere quando aveva sei anni, a dodici iniziò a suonare la chitarra mentre a diciassette fece la prima esibizione dal vivo a Città del Messico, come parte di un duo con l'amico suonatore di banjo Clark Jones.
Residente ad Austin in Texas esordì nel 1979 con l'album Ramblin' on My Mind composto di cover di brani tradizionali di country e blues. L'anno seguente uscì il suo secondo lavoro Happy Woman Blues. Nel 1988, dopo un lungo periodo di attesa, pubblicò il terzo disco, Lucinda Williams, contenente il brano Passionate Kisses, una canzone successivamente registrata da Mary Chapin Carpenter che ha fruttato a Lucinda nel 1994 il primo Grammy Award per la migliore canzone country.

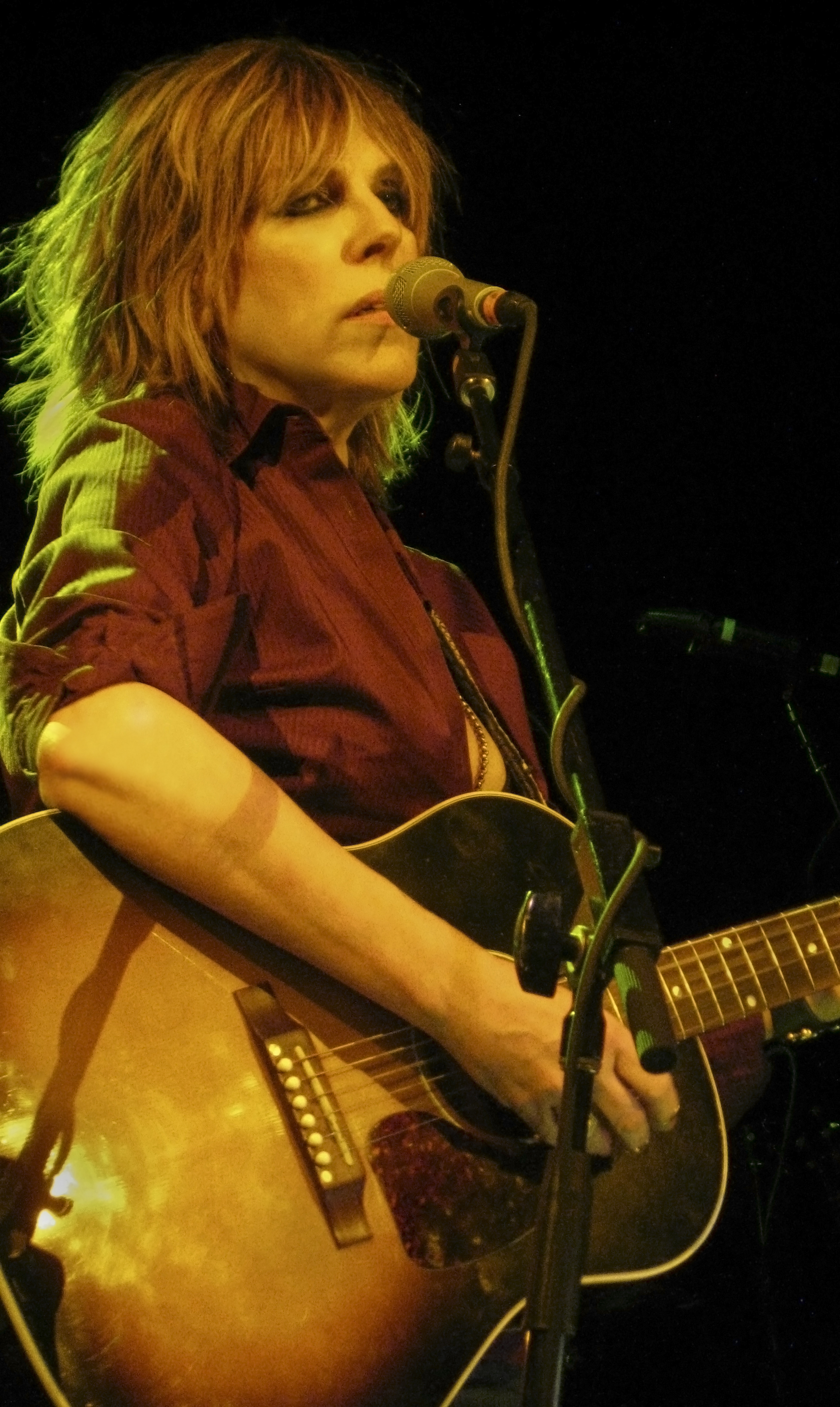
Lucinda Williams in concerto al Fillmore di NYC

La cantante attese il 1992 per incidere un nuovo disco, Sweet Old World, ed altri sei per quello che è stato il suo album di maggior successo, Car Wheels on a Gravel Road, lavoro più variegato dei precedenti in cui accanto a ritmi tipicamente rock and roll sono presenti sonorità blues, country e della tradizione americana, il tutto arrangiato con uno stile originale e commercialmente accattivante. Premiato con il disco d'oro, l'album le ha fruttato un altro premio Grammy come miglior album folk. Contiene il singolo Still I Long for Your Kiss, inserito nella colonna sonora del film di Robert Redford L'uomo che sussurrava ai cavalli.
L'anno successivo ha partecipato al Bridge School Benefit. Contestualmente, ha fatto parte della band che ha accompagnato in tournée Bob Dylan che ha poi collaborato ad una reincisione discografica di Car Wheels on a Gravel Road con tre tracce aggiuntive registrate in studio ed un secondo album contenente le registrazioni di un concerto del 1998, produzione pubblicata nel 2006. Con lo stesso Dylan ed altri artisti cura un progetto per il recupero del repertorio musicale del suo omonimo Hank Williams.
Negli anni successivi ha poi pubblicato altri lavori senza ottenere lo stesso picco di successo. Escono nel 2001 Essence, due anni dopo World Without Tears.  Del 2006 è invece il suo primo album dal vivo Live @ The Fillmore. Nel 2007 pubblica West che vede la collaborazione di Bill Frisell.  Nel 2008 escono Little Honey ed il mini album dal vivo Lu in '8. Dopo altri tre anni esce un doppio Blessed, dalla forte impronta roots rock e che rappresenta un ritorno alle radici della tradizione musicale statunitense.
Nel 2014 esce un altro album doppio Down Where the Spirit Meets the Bone ed inaugura la propria etichetta con la ristampa in edizione deluxe in formato doppio CD dell'album eponimo del 1988.
Due anni dopo pubblica sempre per la propria etichetta un nuovo lavoro The Ghosts of Highway 20, anch'esso doppio. Nel 2017 esce This Sweet Old World, integrale reincisione dell'album del 1992 Sweet Old World .
Nel 2020 pubblica Good Souls Better Angels, album dalla forte impronta blues e hard blues.

## Discografia

### Album in studio
- 1979 - Ramblin'
- 1980 - Happy Woman Blues
- 1988 - Lucinda Williams (riedito nel 2014 in edizione deluxe)
- 1992 - Sweet Old World
- 1998 - Car Wheels on a Gravel Road (riedito in edizione deluxe ampliata nel 2006)
- 2001 - Essence
- 2003 - World Without Tears
- 2007 - West
- 2008 - Little Honey
- 2011 - Blessed
- 2014 - Down Where the Spirit Meets the Bone (Highway 20 Records)
- 2016 - The Ghosts of Highway 20 (Highway 20 Records)
- 2017 - This Sweet Old World (Highway 20 Records)
- 2020 - Good Souls Better Angels (Highway 20 Records)
- 2023 - Stories From a Rock 'n' Roll Heart
- 2024 - Lucinda Williams Sings The Beatles From Abbey Road

### Album dal vivo
- 2005 - Live @ The Fillmore
- 2008 - Lu in '8 (live, quattro tracce)

### Collaborazioni
- Return of the Grievous Angel: A Tribute to Gram Parsons (duetto con David Crosby nella title track dell'album-tribute)
- Colonna sonora di Dr. House - Medical Division
- House M.D. Original Television Soundtrack
- Within a Mile of Home (traccia Factory Girls), album del gruppo Flogging Molly
- Songs and Music from "She's the One" (traccia Change the Locks), album del gruppo rock Tom Petty and the Heartbreakers
- The Heroines (cori), album di Tony Joe White
- Sensory Overdrive (traccia Gone Baby Gone), album di Michael Monroe
- Factory Girls nell'album Within a Mile of Home dei Flogging Molly (autrice e interprete)

## Videografia
- 2005 - Lucinda Williams - Live from Austin, TX
- 2008 - Lucinda Williams—Live From Austin TX '89: relativo alla partecipazione del 13-10-1989 al Austin City Limits (65 minuti)

## Riconoscimenti

### Premi
- Grammy 1993 Best Country Song "Passionate Kisses" (come autrice - canzone incisa da Mary Chapin Carpenter)[5][6]
- Grammy 1998 Best Contemporary Folk Album Car Wheels On A Gravel Road
- Grammy 2001 Best Female Rock Vocal Performance Get Right with God[7]

### Nomination ai Grammy
- Grammy 1998 Best Female Rock Vocalist
- Grammy 2001 Best Contemporary Folk Album Essence
- Grammy 2001 Best Female Country Vocal Performance Cold, Cold Heart
- Grammy 2001 Best Female Pop Vocal Performance Essence
- Grammy 2003 Best Female Country Vocal Performance Lately (da Going Driftless - An Artists' Tribute to Greg Brown)
- Grammy 2003 Best Contemporary Folk Album World Without Tears
- Grammy 2003 Best Female Rock Vocal Performance Righteously
- Grammy 2007 Best Rock Song Come On
- Grammy 2007 Best Solo Rock Performance Come On

### Altri premi
È stata nominata nel 2002 miglior cantautrice d'America ("America's best songwriter") dal periodico TIME..
Il suo brano country Can't Let Go è stato inserito nel Rock Band Country Track Pack.